# کو شیباساکی
کو شیباساکی (انگلیسی: Kō Shibasaki؛ زادهٔ ۵ اوت ۱۹۸۱) موسیقی‌دان اهل ژاپن است. از فیلم‌هایی که وی در آن نقش داشته است، می‌توان به دورورو اشاره کرد.